# Santamartamys rufodorsalis
Santamartamys rufodorsalis is een stekelrat die voorkomt in de Sierra Nevada de Santa Marta in het noordoosten van Colombia.